# Selezione della città organizzatrice dei Giochi della XXXV Olimpiade

La bandiera ufficiale dei Giochi Olimpici.

La selezione della città organizzatrice dei Giochi della XXXV Olimpiade si è conclusa il 21 luglio 2021 a Tokyo, due giorni prima la cerimonia d'apertura dei Giochi della XXXII Olimpiade,  in occasione della 138ª sessione plenaria del Comitato Olimpico Internazionale, con la designazione della città di Brisbane, in Australia. Così facendo, dopo le edizioni dei Giochi estivi di Melbourne 1956 e Sydney 2000, l'Australia organizzerà le Olimpiadi per la terza volta. Brisbane, unica candidata, è stata la prima città ospitante a essere designata all'organizzazione dei Giochi olimpici secondo le nuove procedure di gara.

## Processo di candidatura
In occasione della 138ª sessione plenaria del CIO, tenutasi 24 giugno 2019 a Losanna, in Svizzera, venne approvato un nuovo processo di candidatura per la città organizzatrice dei Giochi Olimpici.
Le proposte chiave riguardarono:
- Istituire un dialogo permanente e continuo tra città, regioni, nazioni e Comitati Olimpici nazionali per esplorare e creare interesse nei confronti di qualsiasi evento olimpico
- Creare due Future Host Commission, una per le Olimpiadi estive e una per quelle invernali, per supervisionare l'interesse verso i futuri eventi olimpici e riportare al Consiglio esecutivo del CIO
- Conferire maggior influenza alle sessioni plenarie del CIO facendo in modo che i membri non esecutivi del Consiglio siano parte delle Future Host Commissions.

Il CIO ha anche modificato la Carta Olimpica, aumentando la flessibilità rimuovendo la regola di elezione della città organizzatrice sette anni prima dell'inizio dei Giochi e dando la possibilità anche diverse città, regioni o nazioni di organizzare congiuntamente i Giochi, e non più una singola città, una singola regione o una singola nazione come avveniva in precedenza.
Le modifiche fatte al processo di candidatura sono state fortemente criticati dai membri della commissione di candidatura tedesca, ritenuti "incomprensibili" e "difficili da superare in termini di non trasparenza".

### Future Host Commission: composizione
La Future Host Commission per i Giochi Olimpici estivi del 2032, che si è occupata di supervisionare l'interesse delle città ospitanti o con potenziali ospitanti dove il CIO aveva interesse a creare dei legami, era composta come segue:
Membri CIO
- Kristin Kloster Aasen (Presidente)
- Dick Pound
- Li Lingwei
- Mikee Cojuangco-Jaworski
- Luis Mejía Oviedo
- Filomena Fortes

Altri membri
- Sarah Walker (Atleti)
- Francesco Ricci Bitti (ASOIF)
- Paul Tergat (CON)
- Andrew Parsons (CPI)

### Fasi di interlocuzione
Secondo i termini di riferimento alle regole di condotta della Future Host Commission, il nuovo processo di selezione del CIO è suddiviso in due fasi di interlocuzione:
1. Interlocuzione continua: discussioni tra il CIO e le parti interessate (città, regioni, CON) senza carattere d'impegno nei confronti dell'organizzazione dei futuri Giochi Olimpici
2. Interlocuzione mirata: dialoghi diretti con una o più parti interessate (definiti Preferred Hosts). Questa fase segue a una raccomandazione avuta dalla Future Host Commission come risultato della prima fase di interlocuzione.

## Candidatura di Brisbane e assegnazione

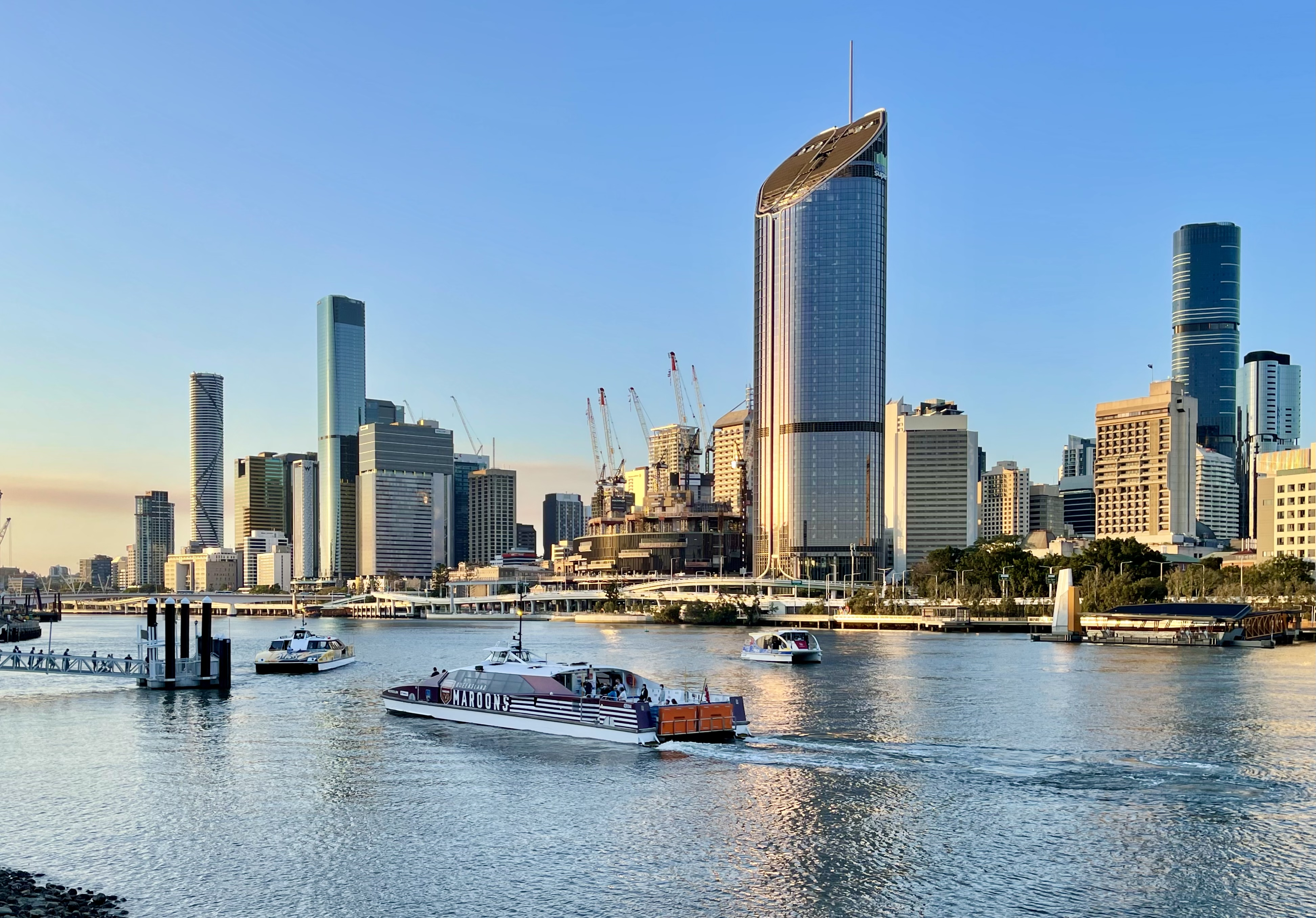
Brisbane, Australia, la città assegnataria per l'organizzazione dei Giochi Olimpici 2032.

Dopo il successo dei XXI Giochi del Commonwealth, tenutesi a Gold Coast nel Queensland dal 4 al 15 aprile 2018, il Presidente del Comitato Olimpico Australiano John Coates ha dichiarato che avrebbe fortemente supportato una candidatura di una città nel Queensland per i Giochi Olimpici e Paralimpici del 2032. A seguito di varie speculazione, è stato commissionato uno studio di fattibilità da parte del Consiglio dei Sindaci del Southeast Queensland, con i risultati previsti entro la fine del 2018. Un altro studio di fattibilità, commissionato dallo stesso Consiglio nel 2016 e supervisionato dal gruppo francese Lagardère, ha presentato i suoi risultati nel 2019 dichiarando la zona del Queensland come idonea a ospitare i Giochi Olimpici e Paralimpici 2036 e che i costi relativi agli sviluppi del trasporto pubblico sarebbero stati ripagati dagli utilizzatori durante i Giochi, favorendo un ritorno dell'investimento. Il documento di fattibilità evidenzia che l'80% delle strutture necessaria per la candidatura sono già esistenti e funzionanti nell'area sud-est, con altre la cui costruzione è stata prevista prima del 2032 in base alle necessità delle comunità locali. Dal documento si evince che Brisbane possiede 21 sedi olimpiche, la Gold e la Sunshine Coast 5 ciascuno e le restanti 7 sarebbero state individuate nel resto del Southeast Queensland. The document suggests Brisbane would be the host of 21 Olympic venues, the Gold Coast and the Sunshine Coast would both host 5 venues, with the remaining 7 venues to be hosted within the SEQ region. I sindaci del Southeast Queensland, incluso l'allora sindaco di Brisbane Graham Quirk, hanno sottolineato la necessità di rendere i giochi economicamente vantaggiosi utilizzando strutture già esistenti e di sfruttare l'evento come catalizzatore per la creazione di posti di lavoro e nuove infrastrutture. Uno studio di fattibilità pubblicato a febbraio ha previsto che sarebbero stati necessari 900 milioni di dollari in fondi statali e federali per supportare nell'ospitare le Olimpiadi e le Paralimpiadi del 2032. Il 1º luglio 2019, il Primo ministro australiano Scott Morrison ha annunciato che il governo federale avrebbe ufficialmente annunciato il suo supporto per la candidatura delle Olimpiadi nel Queensland, aggiungendo che il Governo sarebbe stato presento in ogni passo. Il 13 luglio successivo, il Primo ministro ha stanziato 10 milioni di dollari per la candidatura, nominando anche il deputato federale del Partito Nazionale Liberale del Queensland Ted O'Brien per aiutare con la candidatura per conto del Commonwealth. La premier del Queensland Annastacia Palaszczuk ha annunciato il 9 dicembre 2019 che lo Stato farà una candidatura officiale e regionale per le Olimpiadi 2032, proponendo come date dal 23 luglio all'8 agosto 2032, esattamente 11 anni dopo dei Giochi riprogrammati di Tokyo 2020.
Il 24 febbraio 2021 il CIO ha conferito a Brisbane il titolo di Preferred Host per ospitare i Giochi del 2032, mentre il 10 giugno successivo venne dichiarato che sarebbe stata ufficialmente nominata come città ospitante il 21 luglio 2021. Essendo l'unica candidata, Brisbane è stata la prima città, sin dai tempi di Los Angeles nel 1984, ad aggiudicarsi la vittoria senza alcuna competizione da parte di altre città candidate.
Il 21 luglio 2021 a Tokyo, a conclusione della 138ª sessione plenaria del Comitato Olimpico Internazionale, Brisbane viene ufficializzata come città organizzatrice dei Giochi della XXXV Olimpiade. In base al nuovo regolamento di selezione della città ospitante, le votazioni sono avvenute sotto forma di referundum a cui hanno preso parte 80 delegati del CIO. In base a quanto dichiarato dall'Australian Broadcasting Corporation, Brisbane è stata eletta con 72 voti favoreli, 5 contrari e 3 astenuti.

### Votazione finale
| Assegnazione della città ospitante delle Olimpiadi del 2032 |           |          |          |          |
| Città                                                       | Nazione   | A favore | Contrari | Astenuti |
| Brisbane                                                    | Australia | 72       | 5        | 3        |

## Candidature che non hanno ricevuto l'approvazione del CIO
Di seguito sono riportate le città e le nazioni interessate a presentare una candidatura per Olimpiadi estive del 2032, senza però aver ricevuto l'approvazione da parte dell'esecutivo del CIO e poter proseguire alla fase di votazione.

### Asia
- Ahmedabad, India

Durante un incontro con il presidente del CIO Thomas Bach, Il Presidente del Comitato Olimpico Indiano (COI) Narinder Batra ha espresso il suo interesse riguardo la possibilità che l'India ospitasse le Olimpiadi estive del 2032. In risposta, Bach ha dichiarato che l'India può ospitare l'evento ma ha consigliato di aspettare l'inizio del processo di candidatura. In ogni caso, l'India aveva già presentato ufficialmente il loro interesse a candidarsi per ospitare i Giochi del 2032. Rajeev Mehta, Segretario generale del COI, ha dichiarato che il COI era molto serio quando parlava di volersi candidare per organizzare i Giochi del 2032 e che aveva già presentato una lettera al CIO in cui esprimevano tale interesse. Il 30 dicembre 2019, il Rajeev Mehta ha affermato che il COI ha ratificato la decisione durante il loro Meeting Generale Annuale e richiede il supporto del governo indiano per presentare la domanda ufficiale. L'India, nel 2023 a Mumbai, ha anche ospitato la 140° sessione plenaria del CIO. Nel febbraio 2020 John Coates, membro del CIO, ha affermato che l'India ha abbandonato la sua idea di candidatura per i Giochi del 2032 e che si sarebbe concentrato sulla candidatura a organizzare i Giochi Olimpici giovanili del 2026. Batra ha negato le dichiarazioni di Coates, ammettendo che l'India sta ancora lavorando per presentare una candidatura ai Giochi 2032. Nel 2020 lo stesso Batra dichiarò che la nazione avrebbe intensificato i suoi sforzi per fare domanda una volta che la pandemia di COVID-19 si fosse attenuata. La candidatura di Ahmedabad non è mai avanzata verso la fase di votazione del consiglio esecutivo del CIO e il Presidente indiano Modi ha dichiarato nel 2021 che si sarebbero concentrati sulla candidatura per i Giochi Olimpici e Paralimpici estivi del 2048, per poi dichiarare nel 2023 un forte interesse verso i Giochi del 2036.
- Giacarta, Indonesia

Il 1° settembre 2018, durante un incontro tenutosi a Bogor con i Presidente del CIO e il Consiglio Olimpico dell'Asia, il Presidente dell'Indonesia Joko Widodo ha annunciato che l'Indonesia avrebbe fatto domanda per la selezione a ospitare i Giochi 2032, a seguito del grande successo dei Giochi Asiatici del 2018. Il 19 febbraio 2019 l'Indonesia ha ufficializzato la candidatura di Giacarta, inviando una lettera firmata dal Presidente indonesiano e dal Comitato Olimpico Indonesiano indirizzata al CIO a Losanna. A novembre 2020, il Presidente Joko Widodo ha incaricato i membri del suo gabinetto di preparare una roadmap per la candidatura della nazione ai Giochi Olimpici e Paralimpici del 2032. Il piano d'azione era atto a dimostrare la serietà e il coinvolgimento del governo indonesiano nel portare le Olimpiadi nel sud-est asiatico per la prima volta. Nel luglio 2023 il Comitato olimpico indonesiano ha dichiarato di non essersi riuscita ad aggiudicare l'accesso alla fase di votazione per i Giochi del 2032 e che tenterà di vincere la selezione per i Giochi estivi del 2036.
- Doha, Qatar

Il Qatar aveva già presentato domanda per organizzare i Giochi nel 2016 e nel 2020, venendo rifiutato entrambe le volte. Il 3 febbraio 2021 il Comitato Olimpico del Qatar ufficializza la sua candidatura per organizzare i Giochi del 2032, evidenziando come siano in linea con il Piano 2030 di migliorare lo sviluppo umano, sociale, economico e ambientale tramite lo sport, ammettendo il totale supporto del governo qatariota e indicando Doha come città ospitante. Dopo che, nel marzo 2021, il CIO nominò Brisbane come Preferred Host, la candidatura di Doha non proseguì alla fase di votazione. Il Comitato olimpico del Qatar ha successivamente annunciato che punteranno ai Giochi del 2036, anche in considerazione dell'ottima riuscita del Campionato mondiale di calcio 2022.

### Europa
- Regione metropolitana Reno-Ruhr, Germania (con le gare di vela ospitate a Kiel)

Lo stato federato tedesco della Renania Settentrionale-Vestfalia ha rivelato un piano per ospitare i Giochi del 2032 in 13 città. Le città interessate sarebbero state Düsseldorf, Dortmund, Colonia, Bonn, Aquisgrana, Duisburg, Essen, Gelsenkirchen, Krefeld, Leverkusen, Mönchengladbach, Oberhausen e Recklinghausen, rappresentando la prima volta che un numero così alto di città venisse proposto per ospitare le Olimpiadi. Oltre il 90% delle sedi necessarie per disputare gli eventi erano già disponibili, inclusi 16 stadi con una capacità di oltre 30 000 posti e 24 grandi centri sportivi. Gli eventi di vela saranno ospitati nella città di Kiel, selezionata a seguito di un referendum. Stadi d'atleta idonei erano stati identificati nelle città di Berlino e Monaco di Baviera, sfruttando le vecchie sedi Olimpiche, pur essendoci degli ostacoli nell'individuazione di una sede adeguata per ospitare le gare di ateltica leggera. Venne anche suggerita l'espansione temporanea di uno stadio fino a 50 000 spettatori, che sarebbe stata smantellata dopo la fine dei giochi o comunque ne sarebbe stata ridotta la capacità per consentirne un uso domestico. L'unica opzione percorribile era l'espansione del RheinEnergieStadion, casa dell'FC Köln, da 49 996 posti a 73 000, fornendo la giusta capacità per gli eventi di atletica. Indipendentemente dalla sede di atletica scelta, la location probabile per le cerimonie di apertura e chiusura era stata individuata nello stadio di calcio Signal Iduna Park a Dortmund, dotati di 66.000 posti. Nel marzo 2021 il CIO ha dichiarato Brisbane come Preferred Host, annullando di fatto le possibilità per la Germania di proseguire con la fase di votazione. La Germania in seguito ha mostrato il suo disappunto nei confronti della decisione del CIO dichiarando "non trasparenti" le nuove regole istituite per il processo di candidatura ai Giochi Olimpici.
- Madrid, Spagna

Il 17 giugno 2019, il nuovo sindaco di Madrid José Luis Martínez-Almeida ha annunciato che avrebbe esplorato le possibilità per una candidatura della città all'organizzazione dei Giochi Olimpici 2032. La città, però, non presenta strutture adeguate per gli sport acquatici, che si sarebbero potuti tenere fuori Madrid. Gli eventi di atletica si sarebbero potuti disputare allo Stadio Cívitas Metropolitano. La città era già stata candidata per ospitare i Giochi del 2012, 2016 e 2020, senza successo.

## Potenziali candidature mai presentate
Di seguito sono riportate le potenziali candidati che hanno mostrato interesse verso l'organizzazione dei Giochi Olimpici e Paralimpici del 2032 ma che non hanno mai presentato domanda formale.

### Asia
- Chengdu–Chongqing, Cina

Il 27 novembre 2020, l'Ufficio sportivo provinciale del Sichuan ha confermato l'intenzione delle città di Chongqing e Chengdu di candidarsi congiuntamente per ospitare i Giochi 2032.
- Shanghai/Shanghai–Hangzhou, Cina

Le autorità di Shanghai hanno richiesto un piano di fattibilità per presentare candidatura per ospitare i Giochi Olimpici e Paralimpici del 2032, con un possibile coinvolgimento della vicina città di Hangzhou per disputare alcune gare. La città non ha mai però presentato richiesta formale.

### Europa
- Istanbul, Turchia

L'8 giugno 2020, il Vice Presidente del Comitato Olimpico Nazionale Turco Hazan Arat ha dichiarato: «Istanbul dovrebbe essere una candidata per Olimpiadi del 2032».
- Firenze–Bologna, Italia

Nel settembre 2019, Dario Nardella e Virginio Merola, rispettivamente i sindaci delle città di Firenze e Bologna, hanno espresso il loro interesse per una possibile candidatura congiunta per ospitare i Giochi del 2032. L'assessore allo sport di Bologna, Matteo Lepore, ha dichiarato al riguardo: «Credo che sia un sogno che possiamo ambire a realizzare, se facciamo squadra. Siamo ai primi passi, Firenze ci ha fatto questa proposta, quindi li incontreremo e valuteremo la fattibilità di questa cosa. Credo che l'asse Bologna-Firenze abbia tante potenzialità. E credo anche l'asse Bologna-Milano. In generale dobbiamo pensare che tutto quello che è lungo l'alta velocità, che è la metropolitana d'Italia, porti grande visibilità internazionale e grande ricettività».
- Rotterdam–Amsterdam, Paesi Bassi

Il 3 febbraio 2020 viene annunciato che erano in corso interlocuzioni tra gli atleti e le aziende olandesi per una possibile candidatura a ospitare i Giochi 2032.
- Londra, Regno Unito (possibile candidatura congiunta con Birmingham, Manchester, Liverpool, Weymouth e Portland)

Nel febbraio 2019, il sindaco di Londra Sadiq Khan e l'agenzia governativa UK Sport hanno espresso il loro interesse nel presentare domanda sia per i Giochi del 2032 che per quelli del 2036. Il sindaco ha sottolineato che il "2032 non è del tutto fuori dai giochi" ma che una candidatura ufficiale per il 2036 sarebbe stata più probabile, senza più fornire ulteriori informazioni in merito.
- Budapest, Ungheria

Il 27 gennaio 2021, il Comitato Olimpico Ungherese (COU) ha affermato che avrebbero valutato la possibilità di candidarsi per ospitare i Giochi del 2032. Lo stesso Primo Ministro ungherese Viktor Orbán aveva dichiarato che gli sarebbe piaciuto vedere l'Ungheria ospitare le Olimpiadi, facendo ben sperare per una candidatura alle Olimpiadi 2032. Per uno studio di fattibilità venne istituito il Comitato per Budapest 2023, guidato da Attila Szalay-Berzeviczy, ex Presidente della Borsa di Budapest. L'Ungheria non ha mai ospitato i Giochi prima, ma ha presentato candidature senza successo ai Giochi del 1916, 1920, 1936, 1944, 1960 e quelli del 2024. Il presidente del COU Krisztián Kulcsár ha affermato: «Nel 2021 siamo arrivati all'anno in cui il COU deve affrontare i compiti che precedono la candidatura e l'organizzazione dei Giochi Olimpici del 2032 e deve creare una squadra adeguata, altrimenti il COU non potrà svolgere correttamente il proprio lavoro».
- Salla, Finlandia

Nel gennaio 2021, il Sindaco di Salla Erkki Parkkinnen ha lanciato una proposta di candidatura per sensibilizzare sul tema del cambiamento climatico. Nonostante sia una piccola città vicino al Circolo polare artico, la candidatura è stata fatta per inviare un messaggio serio al mondo sulla minaccia che la crisi climatica rappresenta e sull'importanza di agire rapidamente. Parkkinnen ha sottolineato che il 2032 potrebbe essere un anno cruciale per il cambiamento climatico.

### America del Nord
- Montréal–Toronto, Canada

Nel gennaio 2021, il Sindaco di Salla Erkki Parkkinnen ha lanciato una proposta di candidatura per sensibilizzare sul tema del cambiamento climatico. Nonostante sia una piccola città vicino al Circolo polare artico, la candidatura è stata fatta per inviare un messaggio serio al mondo sulla minaccia che la crisi climatica rappresenta e sull'importanza di agire rapidamente. Parkkinnen ha sottolineato che il 2032 potrebbe essere un anno cruciale per il cambiamento climatico.

## Candidature cancellate o respinte

### Asia
- Seul–Pyongyang, Corea

La Corea del Nord e del Sud, in una dichiarazione pubblicata il 19 settembre 2018, avevano annunciato che avrebbero presentato una candidatura congiunta per ospitare i Giochi 2032, a seguito di un summit tra il leader della Corea del Nord Kim Jong-un e la Presidente della Corea del Sud Moon Jae-in. È stato riferito che entrambe le nazioni avrebbero tenuto un forum sui Giochi estivi del 2032 a Losanna il 15 febbraio 2019, per discutere riguardo la loro probabile candidatura. I due Paesi avevano anche dichiarato che il costo iniziale proposto per ospitare i Giochi sarebbe stati di 3,44 miliardi di dollari. Successivamente, l'Agenzia mondiale antidoping ha riscontrato che il programma dei controlli sugli atleti non è conforme al codice dell'Agenzia mondiale, non consentendogli quindi di presentare una candidatura.
- Nuova Delhi, India

Nel 2018, il Presidente del Comitato Olimpico Indiano (COI) Narendra Dhruv Batra ha espresso il suo interesse per una candidatura ai Giochi. Il Ministro dello Sport indiano ha annunciato nel maggio 2020 che i costi di ammodernamento del Complesso sportivo Jawaharlal Nehru di Nuova Delhi, che potrebbe ospitare le Olimpiadi in futuro, sarebbe stato di 1,08 miliardi di dollari. Il 9 marzo 2021, il Primo Ministro di Delhi Arvind Kejriwal ha annunciato che l'India si sarebbe concentrata sui Giochi del 2048.
- Singapore e Kuala Lumpur, Malaysia

Singapore e la Malaysia hanno dichiarato, nel 2014, l'intenzione di fare una candidatura congiunta per i Giochi del 2032. Nel 2018, invece, il Presidente Onorario del Consiglio Olimpico della Malaysia Tunku Imran ha annunciato il ritiro della candidatura a causa della sospensione del progetto della linea ferroviaria ad alta velocità Kuala Lumpur–Singapore,  i cui lavori sarebbero dovuti terminare nel 2026. Per via dell'austerità delle misure prese dal Governo malese, il progetto della linea ferroviaria venne cancellato.

### Europa
- San Pietroburgo, Kazan' e Soči, Russia

Il governatore Georgij Poltavčenko ha affermato che San Pietroburgo potrebbe presentare una candidatura per i Giochi del 2032 e del 2036. Tuttavia, la Russia è stata coinvolta, nel 2019, in un'indagine sul doping per aver mentito agli ispettori della Agenzia mondiale antidoping e la World Athletics ha impedito agli atleti russi di competere sotto la propria bandiera, facendo pressione sul CIO affinché facesse lo stesso negli eventi olimpici. Il 26 novembre 2019, l'Agenzia mondiale antidoping ha chiesto al CIO di respingere la candidature come forma di punizione per la manipolazione dei campioni di doping effettuata a gennaio. Il 9 dicembre successivo, lAgenzia mondiale antidoping ha ufficializzato la sanzione per il Doping di Stato, vietando alla Russia di candidarsi per eventi internazionali e rendendo quindi la loro candidatura ai Giochi del 2032 ufficialmente respinta dal CIO. A seguito di un appello russo, l'esclusione dai Giochi Olimpici e dall'organizzazione di eventi internazionale è stata ridotta di due anni, fino al 22 dicembre 2022. Successivamente, a causa dello scoppio del conflitto russo-ucraino nel 2022, la Russia e la Bielorussia sono state escluse anche dalle Olimpiadi di Parigi 2024.

### America del Nord
- Guadalajara, Tijuana e Monterrey, Messico

Il Presidente del Comitato Olimpico Messicano Carlos Padilla ha indicato Guadalajara come una delle quattro città messicane, insieme a Città del Messico, Tijuana e Monterrey, che potrebbe ospitare i Giochi Olimpici dopo il 2026. Durante una intervista con ESPN, il Presidente ha dichiarato che “queste città hanno tutto quanto necessario”, ma non nell'immediato.